# Dům Město Olomouc
Dům Město Olomouc stojí v městské památkové zóně Karlových Varů na Husově náměstí 297/6. Vznik objektu je připisován první polovině 18. století. Současná podoba pochází z počátku století dvacátého. Jde o barokní hrázděný dům v centru města, který výjimečně nezasáhla historizující přestavba.
Objekt byl prohlášen kulturní památkou, památkově chráněn je od 20. ledna 2009, rejstř. č. ÚSKP 103427.

## Historie
Dům vznikl v první polovině 18. století. Nynější podoba průčelí pochází z přestavby na počátku století dvacátého.

## Ze současnosti
V roce 2014 byl dům uveden v Programu regenerace Městské památkové zóny Karlovy Vary 2014–2024 v části II. (tabulková část 1–5 Přehledy) v seznamu nemovitých kulturních památek na území MPZ Karlovy Vary a jejich aktuální stav jako vyhovující.
V současnosti (červenec 2021) je evidován jako objekt k bydlení v soukromém vlastnictví.

## Popis

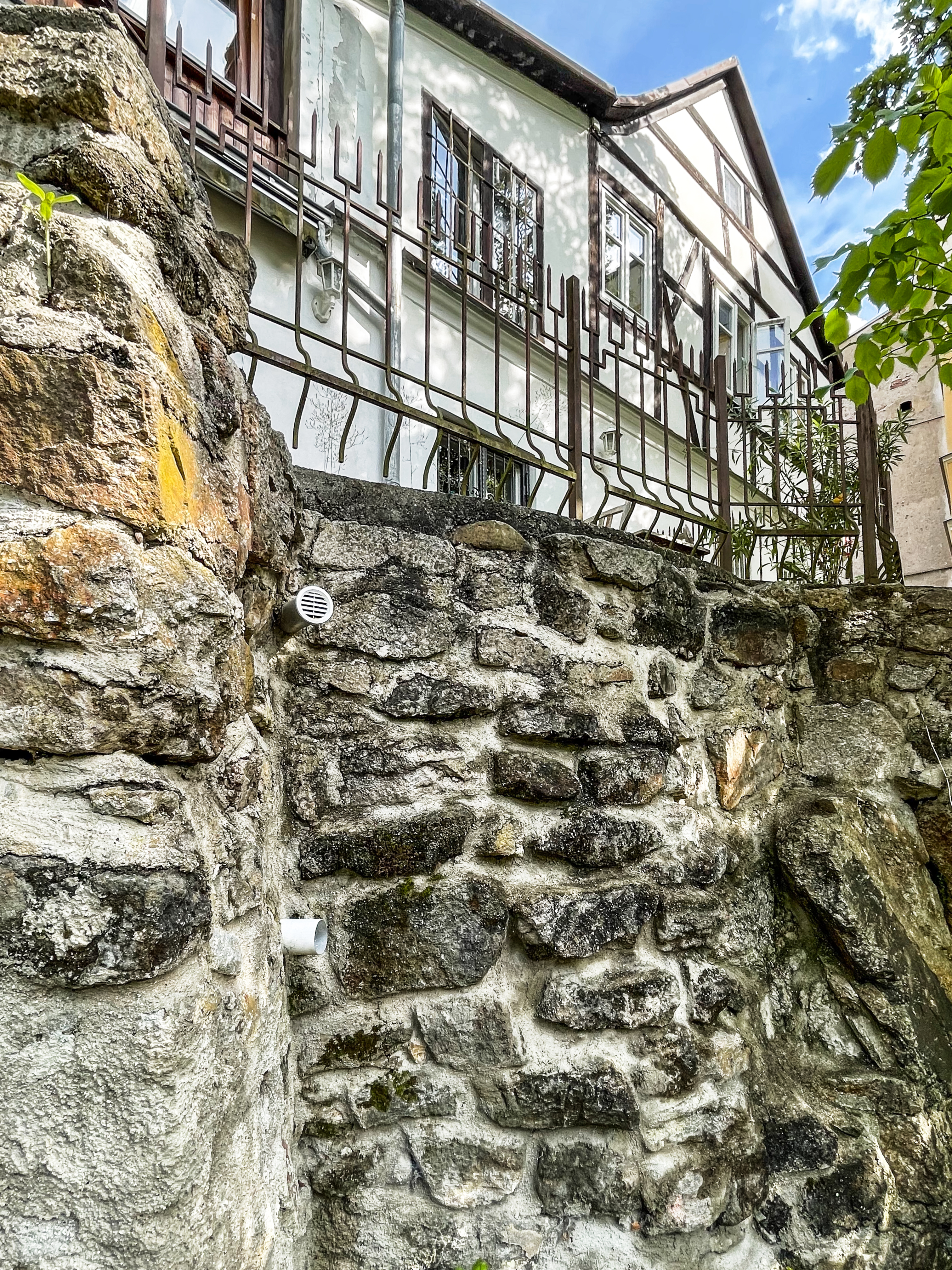
Pohled ze severozápadní strany

Jedná se o samostatně stojící objekt ve svahu nad Novou loukou a Mariánskolázeňskou ulicí na adrese Husovo náměstí 297/6. 
Dům je patrový s podkrovím, zastřešený sedlovou střechou, v zadní, severní části střechou pultovou. Na jeho severní straně se nachází moderně upravený přístavek s terasou. Nad pravým křídlem domu, původně přízemním, je přistavěno patro s balkonem. Hrázdění přízemí i patra je novodobé a pouze iluzivní. Uvnitř objektu se však nachází originální barokní hrázděná konstrukce. Dispozičně je dům šířkový trojtrakt se střední vstupní síní a schodištěm do patra. Pod domem je sklep klenutý trojicí pruských kleneb. Do sklepa vedou zachované klasicistní dveře. Dům je vestavěn do skály, nemá základy, a proto bylo nutno zpevnit hrázdění na západní straně objektu vyzdívkou zevnitř. Vstup do domu je z jižní i severní strany.
Zajímavostí je polosloup s abakem a prstencem krytý pultovou stříškou, který se nachází vedle hlavního vstupu do objektu. Dochovaly se i výplňové historizující vstupní dveře. Objekt je jedním z posledních příkladů městských domů pozdního baroka.